# Creepshot
A creepshot egy angol szlengszó, mely arra utal, mikor jellemzően férfiak nyilvános helyeken nőkről, illetve lányokról azok beleegyezése nélkül felvételeket készítenek, melyek legtöbbször szexuális töltettel rendelkeznek. Egyik változata az upskirting, mely a nők szoknyája alá való befotózást jelenti. 
Az évek során számtalan taktikát találtak ki creepshot készítéséhez. Ennek oka egyrészt, hogy a cselekményt a legtöbb ember értelemszerűen elítéli, másrészt sok országban büntetendő. 
A felvételek megosztására kezdetben Redditen és Twitteren jöttek létre fórumok. Előbbin kezdetben az r/jailbait foglalkozott a témával, ám a topikot végül bezárták, ezt követően egy évvel jött létre az r/CreepShots. Ennek egyik moderátora később u/violentacrez lett, aki ellen a jelentések szerint Adrian Chen, a Gawker riportere olyan leleplezést tervezett, amely felfedné ennek a felhasználónak a valós kilétét, aki többek között több tucat vitatott subredditet moderált. A közelgő leleplezésre több jelentős alreddit tiltotta a Gawkerre mutató hivatkozásokat, és az u/violentacrez fiókot törölték. Amikor Chen tájékoztatta az u/violentacrez-t a közelgő leleplezésről, a felhasználó könyörgött Chennek, hogy ne tegye közzé, mivel aggódott a foglalkoztatására és pénzügyeire gyakorolt lehetséges hatások miatt, megjegyezve, hogy a felesége rokkant, és jelzáloghitelt kell fizetnie. 2012. október 12-én Gawker közzétette, hogy az u/violentacrez fiók mögött álló személy egy Michael Brutsch nevű középkorú programozó volt a texasi Arlingtonból. A cikk megjelenését követő egy napon belül Brutsch-ot munkaadója elbocsátotta, majd a leleplezésre mutató linket rövid időre kitiltották a Redditről. A Redditen a cikk megjelenése után kijelentette, hogy számos halálos fenyegetést kapott.
Idővel többek között Tumblr-on is megjelentek a témával foglalkozó felhasználók. 
Mivel az emberek kinézetét és hangját a magyarországi törvények személyiségi jogként védik, így hazánkban creepshot készítése büntetendő. Ha kiskorú személyről készül, gyermekpornográfiának is minősülhet. 